# Qualificazioni al campionato mondiale di calcio 2014 - UEFA - Fase a gironi, gruppo I

## Classifica
| Squadra     | Pt | G | V | N | P | GF | GS | DR  |
| ----------- | -- | - | - | - | - | -- | -- | --- |
| Spagna      | 20 | 8 | 6 | 2 | 0 | 14 | 3  | +11 |
| Francia     | 17 | 8 | 5 | 2 | 1 | 15 | 6  | +9  |
| Finlandia   | 9  | 8 | 2 | 3 | 3 | 5  | 9  | -4  |
| Georgia     | 5  | 8 | 1 | 2 | 5 | 3  | 10 | -7  |
| Bielorussia | 4  | 8 | 1 | 1 | 6 | 7  | 16 | -9  |

## Risultati

### 1ª giornata
| Arbitro: | Stanislav Todorov |

|                 |           |  |
| Okriashvili 52’ | Marcatori |  |

| Arbitro: | Craig Thomson |

|  |           |           |
|  | Marcatori | 20’ Diaby |

### 2ª giornata
| Arbitro: | Svein Oddvar Moen |

|  |           |             |
|  | Marcatori | 86’ Soldado |

| Arbitro: | Hüseyin Göçek |

|                                  |           |            |
| Capoue 49’ Jallet 68’ Ribéry 80’ | Marcatori | 72’ Pucila |

### 3ª giornata
| Arbitro: | Jevhen Aranovs'kyj |

|                |           |                     |
| Hämäläinen 62’ | Marcatori | 56’ (aut.) Erëmenko |

| Arbitro: | Serge Gumienny |

|  |           |                                    |
|  | Marcatori | 12’ Jordi Alba 20’, 69’, 72’ Pedro |

### 4ª giornata
| Arbitro: | Robert Schörgenhofer |

|                             |           |  |
| Renan Bressan 6’ Drahun 28’ | Marcatori |  |

| Arbitro: | Felix Brych |

|           |           |              |
| Ramos 25’ | Marcatori | 90+4’ Giroud |

### 5ª giornata
| Arbitro: | Ovidiu Haţegan |

|           |           |           |
| Ramos 49’ | Marcatori | 79’ Pukki |

| Arbitro: | Ivan Bebek |

|                                      |           |                 |
| Giroud 45+1’ Valbuena 47’ Ribéry 61’ | Marcatori | 71’ K'obakhidze |

### 6ª giornata
| Arbitro: | Viktor Kassai |

|  |           |           |
|  | Marcatori | 58’ Pedro |

| Arbitro: | Eli Hacmon |

|                |           |  |
| Hämäläinen 57’ | Marcatori |  |

### 7ª giornata
| Arbitro: | Libor Kovařík |

|                |           |           |
| Verchaŭcoŭ 85’ | Marcatori | 23’ Pukki |

| Tbilisi 6 settembre 2013, ore 22:15 UTC+4 | Georgia       | 0 – 0 referto | Francia | Stadio Boris Paichadze (25 000 spett.)\| Arbitro: \| Fırat Aydınus \| |
| Arbitro:                                  | Fırat Aydınus |               |         |                                                                       |

### 8ª giornata
| Arbitro: | Ivan Bebek |

|  |           |                            |
|  | Marcatori | 19’ Jordi Alba 86’ Negredo |

| Arbitro: | Leontios Trattou |

|  |           |                     |
|  | Marcatori | 74’ (rig.) Erëmenko |

### 9ª giornata
| Arbitro: | Daniele Orsato |

|                           |           |                                            |
| Filipenka 32’ Kalačoŭ 58’ | Marcatori | 47’ (rig.), 64’ Ribery 70’ Nasri 73’ Pogba |

| Arbitro: | Bas Nijhuis |

|                      |           |                |
| Xavi 61’ Negredo 78’ | Marcatori | 90’ Karnilenka |

### 10ª giornata
| Arbitro: | Michael Koukoulakis |

|                                         |           |  |
| Ribéry 7’ Toivio 76’ (aut.) Benzema 87’ | Marcatori |  |

| Arbitro: | Florian Meyer |

|                      |           |  |
| Negredo 26’ Mata 61’ | Marcatori |  |

## Statistiche

### Classifica marcatori
5 gol
- Franck Ribéry

4 gol
- Pedro

3 gol
- Álvaro Negredo

2 gol
- Kasper Hämäläinen
- Teemu Pukki
- Olivier Giroud
- Jordi Alba
- Sergio Ramos

1 gol
- Renan Bardini Bressan
- Stanislaŭ Drahun
- Jahor Filipenka
- Cimafej Kalačoŭ
- Anton Pucila
- Dzmitryj Verchaŭcoŭ
- Sjarhej Karnilenka

1 gol (cont.)
- Roman Erëmenko
- Étienne Capoue
- Abou Diaby
- Christophe Jallet
- Samir Nasri
- Paul Pogba
- Mathieu Valbuena
- Karim Benzema
- Aleksandre K'obakhidze
- Tornik'e Okriashvili
- Roberto Soldado
- Xavi
- Juan Manuel Mata

Autoreti
- Roman Erëmenko (pro Georgia)
- Joona Toivio (pro Francia)